# Kovářov
Kovářov (en allemand : Kowarschow) est une commune du district de Písek, dans la région de Bohême-du-Sud, en République tchèque. Sa population s'élevait à 1 468 habitants en 2024.

## Géographie
Kovářov se trouve à 26 km au nord-est de Písek, à 63 km au nord-nord-ouest de Ceské Budejovice et à 64 km au sud de Prague.
La commune est limitée par Kozárovice, Klučenice et Krásná Hora nad Vltavou au nord, par Petrovice au nord-est, par Hrazany au sud-est, par Hrejkovice et Kostelec nad Vltavou au sud, et par Orlík nad Vltavou et Kožlí à l'ouest.

## Histoire
La première mention écrite de Kovářov date de 1220.
Son histoire semble cependant beaucoup plus ancienne. D’après certaines découvertes archéologiques, le site est peuplé dès le IXe siècle ; diverses colonies, attirées par la proximité de la Vltava, participent au développement du bourg.
À l’origine, Kovářov est vraisemblablement constitué d’une cour ou d’un château ; des chevaliers s’y établissent tout d'abord, puis vendent leurs biens aux seigneurs de Rosenberg et de Švamberk. En 1592, Kovářov entre dans la possession des seigneurs de Zvíkov et d'Orlík nad Vltavou. Cette situation, bien que sous des formes différentes, dure jusqu'en 1919, au moment de la réforme agraire, date à laquelle les paysans ont pu racheter les terres.
Kovářov n'échappe pas aux événements historiques locaux, pendant la période hussite et en particulier lors de la guerre de Trente Ans, où une partie de la région est dévastée, ainsi que les hameaux de Zahořany et de Hostin ; il ne reste que quelques maisons. Lors de l’invasion des troupes suédoises, au XVIIe siècle, les habitants déjà très pauvres sont réduits à l'état d'otages.
Au XVIIIe siècle, ce sont les troupes françaises et prussiennes qui s’imposent et, pendant la guerre de Sept Ans (1756-1763), le gouvernement impose des taxes sans précédent. Pour être en mesure de payer leurs impôts, les habitants doivent subir les pires privations. La région est touchée par la famine. En 1771 et 1772, une épidémie de peste fait rage ; Kovářov compte 2 180 morts sur 3 096 habitants.
Ces graves dommages ne démobilisent pas pour autant les habitants de Kovářov qui reconstruisent leur village. Il est intéressant de noter encore aujourd’hui les maisons et bâtiments, datant de cette période, qui ont encore des traces de leurs origines dans leurs murs de pierre.

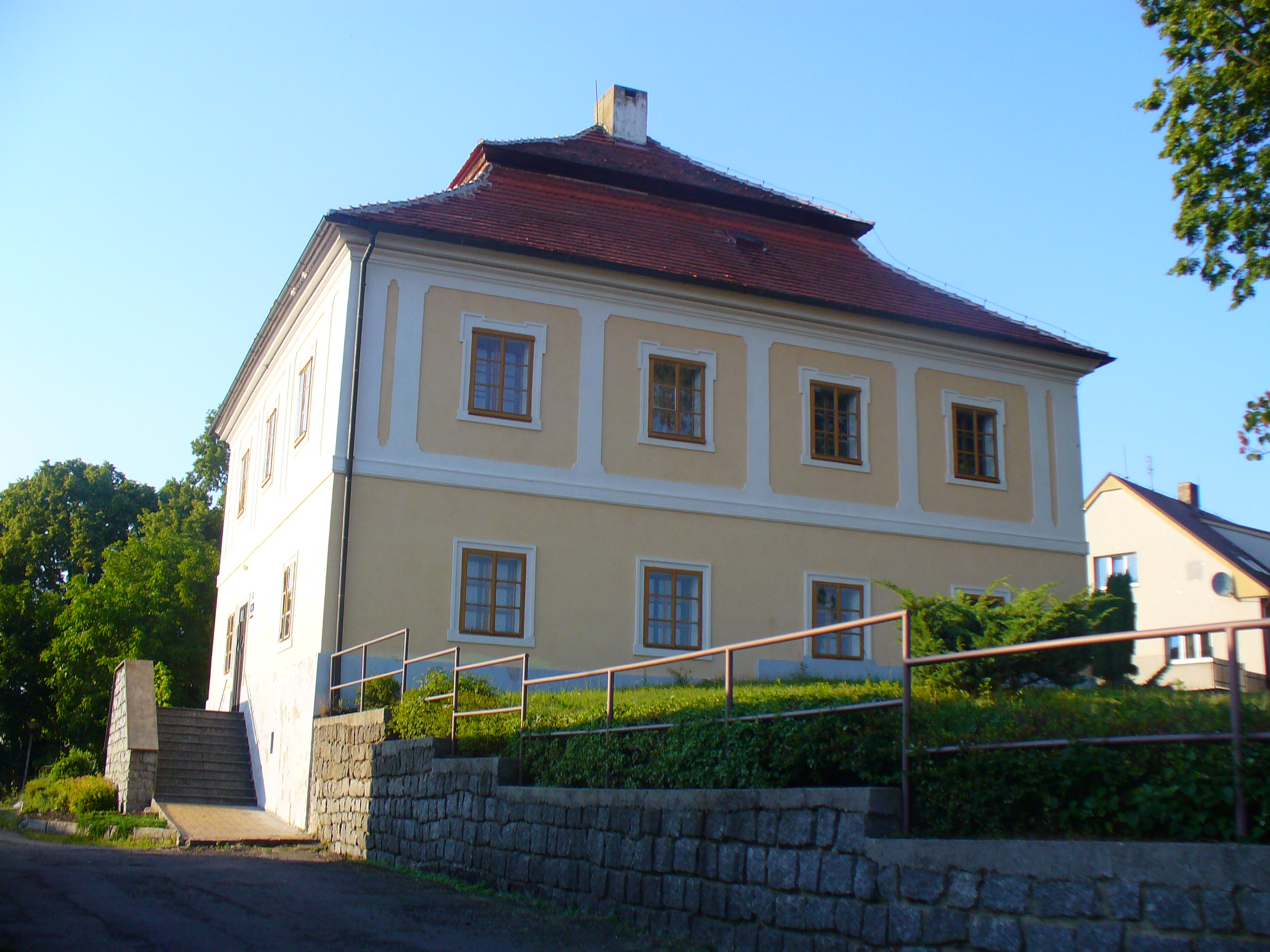
L'ancien presbytère

Au XIXe siècle, un bureau de poste est créé et le village commence à développer une vie culturelle locale. Les pompiers volontaires, notamment, qui non seulement risquent leur vie pour protéger la population, œuvrent beaucoup dans le domaine culturel et de l'éducation.
Kovářov a par ailleurs sa propre compagnie de théâtre et sa scène. Après la Première Guerre mondiale un groupe de dramaturges devenu célèbre travaille dans le club de théâtre du village. Ces activités cessent définitivement en décembre 1957. Aujourd'hui, pour commémorer cela, un rideau restauré est accroché dans la salle du conseil municipal.
En 1886 une route est construite entre Milevsko et Zahořany. Cette région pauvre s'ouvre au monde. Nombreux sont les paroissiens de Kovářov qui partent à la recherche de leur nouvel « eldorado ». Le fait qu'ils savent lire et écrire facilite leur nouvelle vie d'émigrés.
En plus des étudiants, des pompiers et du théâtre amateur, la jeunesse catholique a également ici son propre stade ; la plupart de ces activités disparaissent après 1948.
Diverses sources mentionnent l'école de Kovářov avant 1700, sans que l'on connaisse exactement son acte de naissance. Le complexe scolaire actuel est composé du bâtiment originel Měšťanská škola (sorte de collège) nommé Masaryk et datant de 1930. On y trouve une école élémentaire, un centre de loisirs, un espace d'information et des bureaux. Entre 1981 et 1984, l'ensemble fut agrandi d'un gymnase, d'un pavillon pour le collège, d'ateliers, d'un réfectoire et d'une cuisine.
En 1984 est créé l’ensemble folklorique « Kovářovan », qui remet en valeur le costume de la région « Kozácký » ainsi que les chansons et danses traditionnelles. Le Festival folklorique de Kovářov est classé parmi les plus importants de Bohême du Sud.

## Cimetière juif de Kovářov

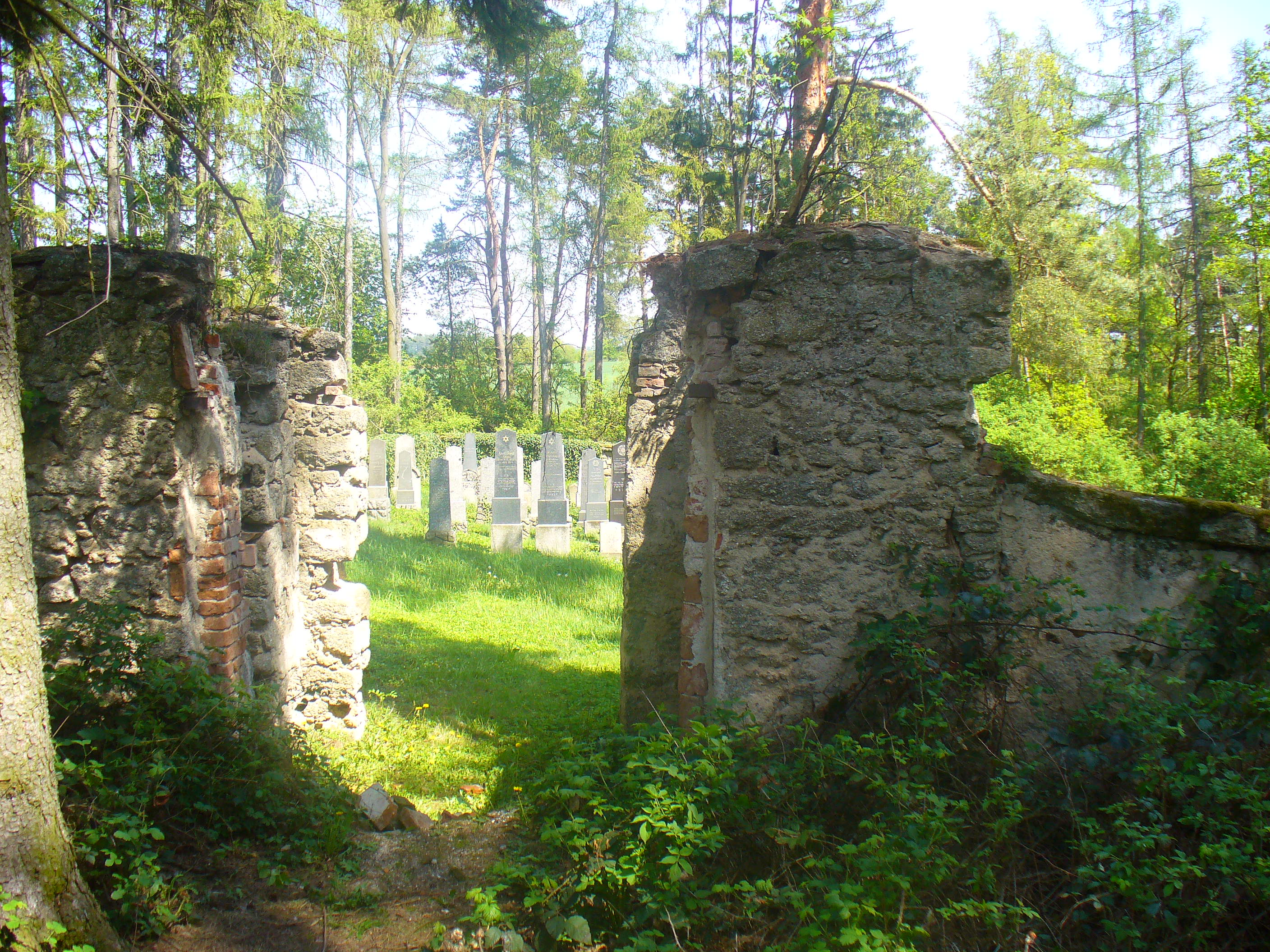
Cimetière juif

Le cimetière juif est situé à environ 600 m au nord-ouest de l'église. Il est situé dans les bois derrière l'étang à proximité de la route n° 102 vers Radvánov et Krásná Hora nad Vltavou. Il a une superficie de 2 090 m2 et a été fondé dans la première moitié du XIXe siècle.
C'est de cette époque également que date la plus ancienne tombe.
La dernière inhumation remonte à 1940.
Le cimetière n'est pas accessible librement.
La communauté juive de Kovářov a cessé d'exister en vertu de la Loi de 1890. Elle est actuellement officiellement implantée à Milevsko.

## Toponymie
Le nom du bourg vient du mot « forgeron ».
On peut supposer que Kovářov était un arrêt pour ferrer les chevaux, sur l'une des routes de la « voie dorée ».

## Hydrographie

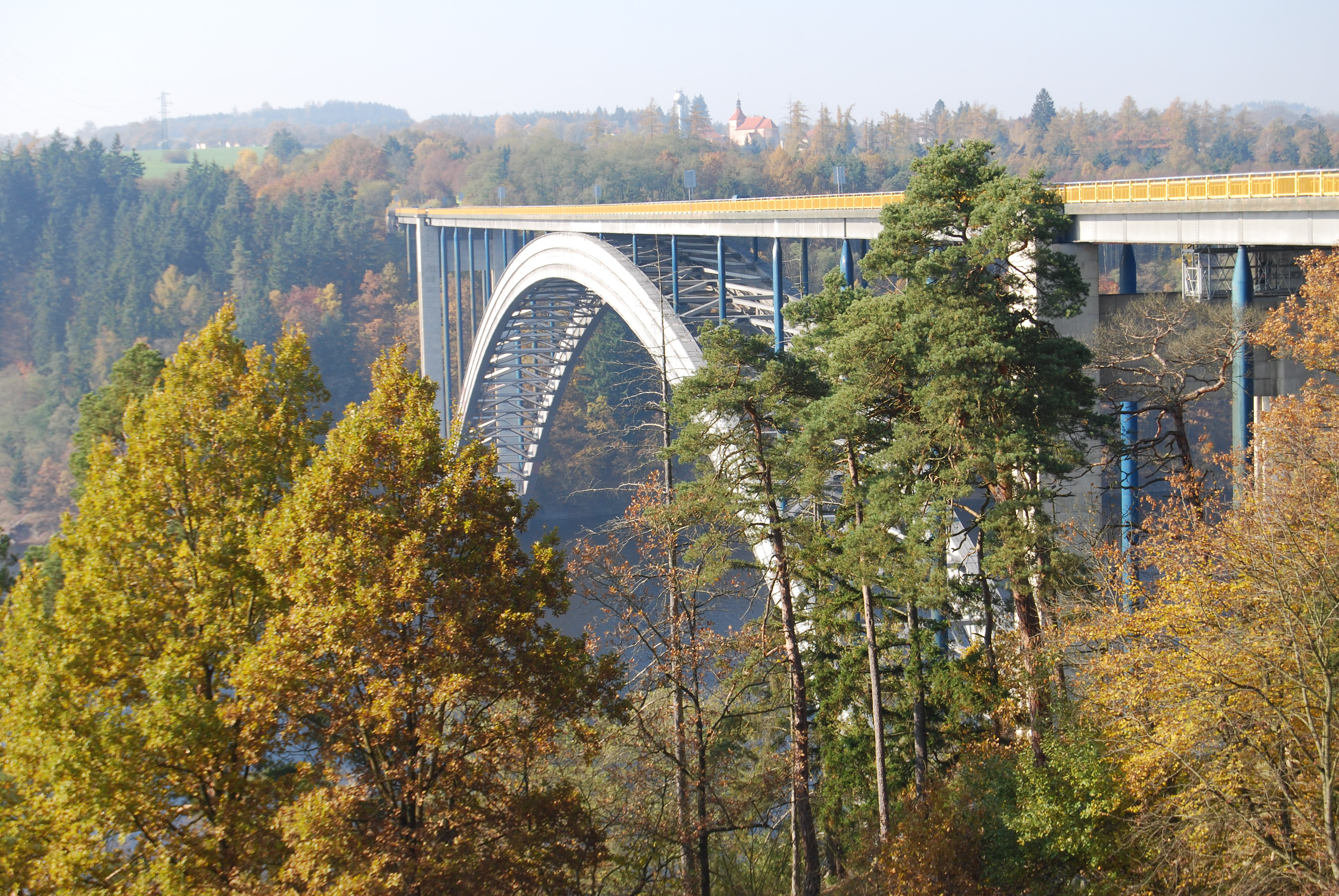
Le pont de Žďákov - Žďákovský most.

Aucun cours d'eau ne coule pas dans le voisinage de Kovářov, par contre présence de nombreux étangs.
La rivière la plus proche est la Vltava, située à 7 km à l'ouest, notamment au pont de Žďákov. Avec son unique arche, il est l'un des plus longs ponts en acier d'Europe, sur la route de Plzeň à Tábor. Sa hauteur au centre de l'arc est de 50 m, sa longueur de 541 m.

## Transports
Par la route, Kovářov se trouve à 11 km de Milevsko, à 32,5 km de Písek, à 72,5 km de Ceské Budejovice et à 101 km de Prague.

## Tradition régionale
Le groupe « Kovářován », association, a été fondé en 1984 à Kovářov u Milevska. Composé de personnes très enthousiastes, son but est de faire vivre la tradition par les chansons anciennes, les danses et les coutumes.
Il a progressivement commencé à développer ses activités et s'est produit à de nombreuses reprises. Depuis 1997, il travaille à la conservation et au développement des traditions dans la région, afin de développer la vie publique du bourg.
Par l'inventaire et la production des chansons, des danses, et des coutumes de la région Taborsko-Milevsko (voir note 2), il fait vivre les riches collections qu'il a en sa possession, tout en les enrichissant. Les enfants participent également à ces animations, selon leur âge, dans les groupes Kovářovánek et Malý Kovářován.

## Le costume "Cosaque"
Le costume tchèque dit « cosaque » est l'un des plus beaux du pays, en raison de la technique et du savoir-faire utilisés pour le confectionner et de la finesse de ses broderies.
Le costume des femmes et des fillettes est orné de dentelle brodée à la main particulièrement ajouré sous la forme d'un maillage fin se trouvant sur une jupe de fond plus sombre.
La chemise a une coupe droite autour du cou et des manches ornées de délicates dentelles. Le corsage, en nuances plus foncées, est orné de broderie.
Les filles et les femmes portent sur la tête un petit bonnet blanc très amidonné, avec une « colombe » blanche et un ruban de velours noir sur le front. Les femmes mariées attachent un foulard blanc au revers brodé. La colombe recouverte d'un foulard peut produire l'effet de petites cornes de chèvre (en tchèque, koz). Cela aurait donné son nom au costume « cosaque », (Kozácký en tchèque).
Une autre partie du costume des femmes fait „špensr“, veste à manches longues et épaules froncées, décolleté très plongeant brodé de velours. 
Le costume des hommes est beaucoup plus simple. Il se compose d'un pantalon serré en cuir jaune, attaché sous le genou par des bretelles richement travaillées. La chemise possède plusieurs revers sur la poitrine et un foulard de soie noire est noué sous le cou. La veste est courte, dans des couleurs sombres. Elle est utilisée pour revenir en saillie comme la queue d'une chèvre (koz), d'où découlerait là aussi le nom « cosaque ». La coiffe utilisée est un chapeau noir à large bord. Les bas des hommes sont habituellement blancs ou bleus, les chaussures basses ont été remplacées plus tard par des bottes hautes.

## Tourisme vert
A Kovářov passent les pistes cyclables 1056 et 1059.
Kovářov dispose de trois sentiers randonnée locaux. Tous les trois commencent et se terminent dans le bourg. Ils ont été créés pour soutenir le tourisme.
Kovářov est attrayant en raison de la proximité de la Vltava, des traditions populaires locales et de la nature.

## Galerie

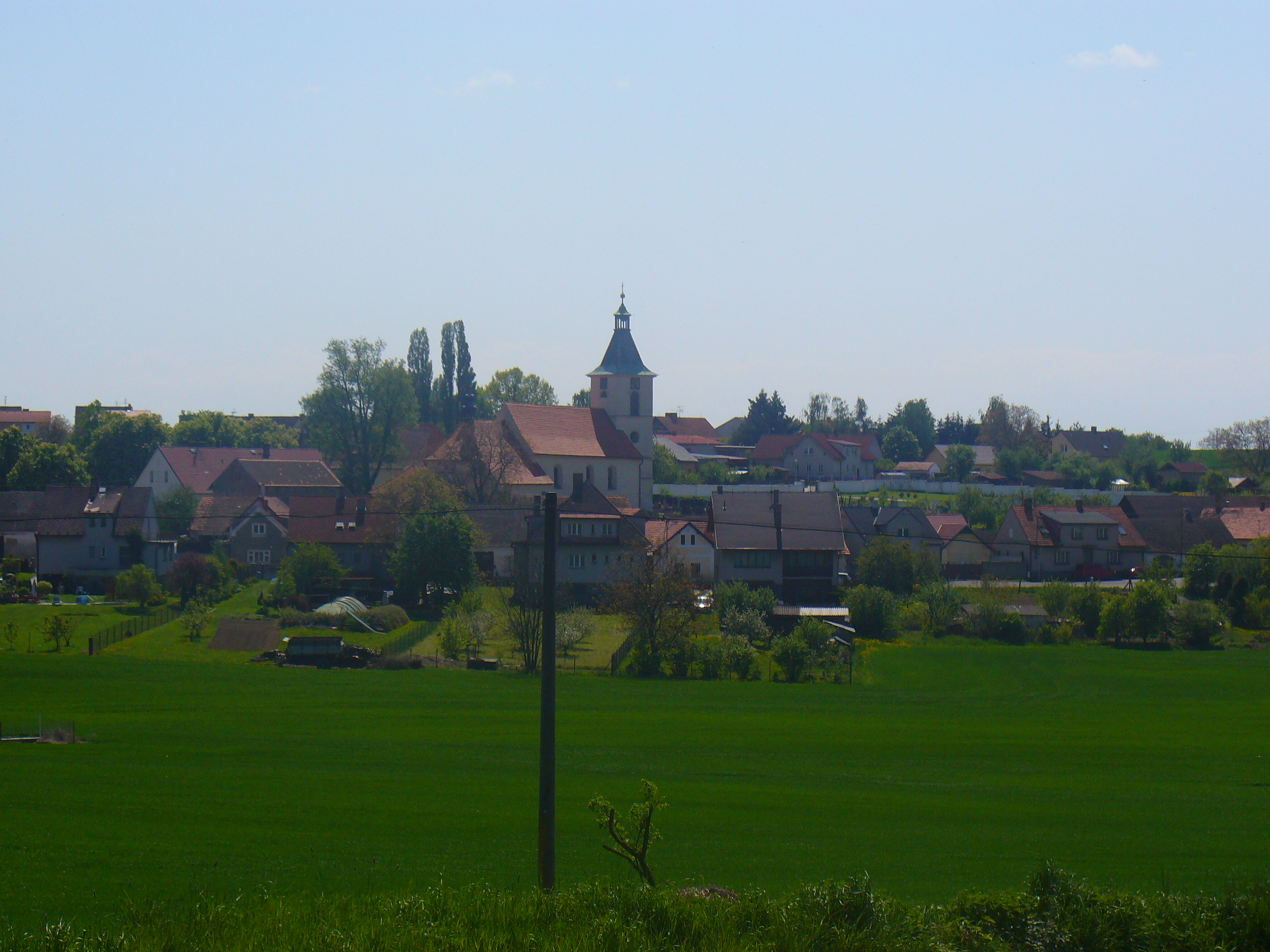
Vue du bourg
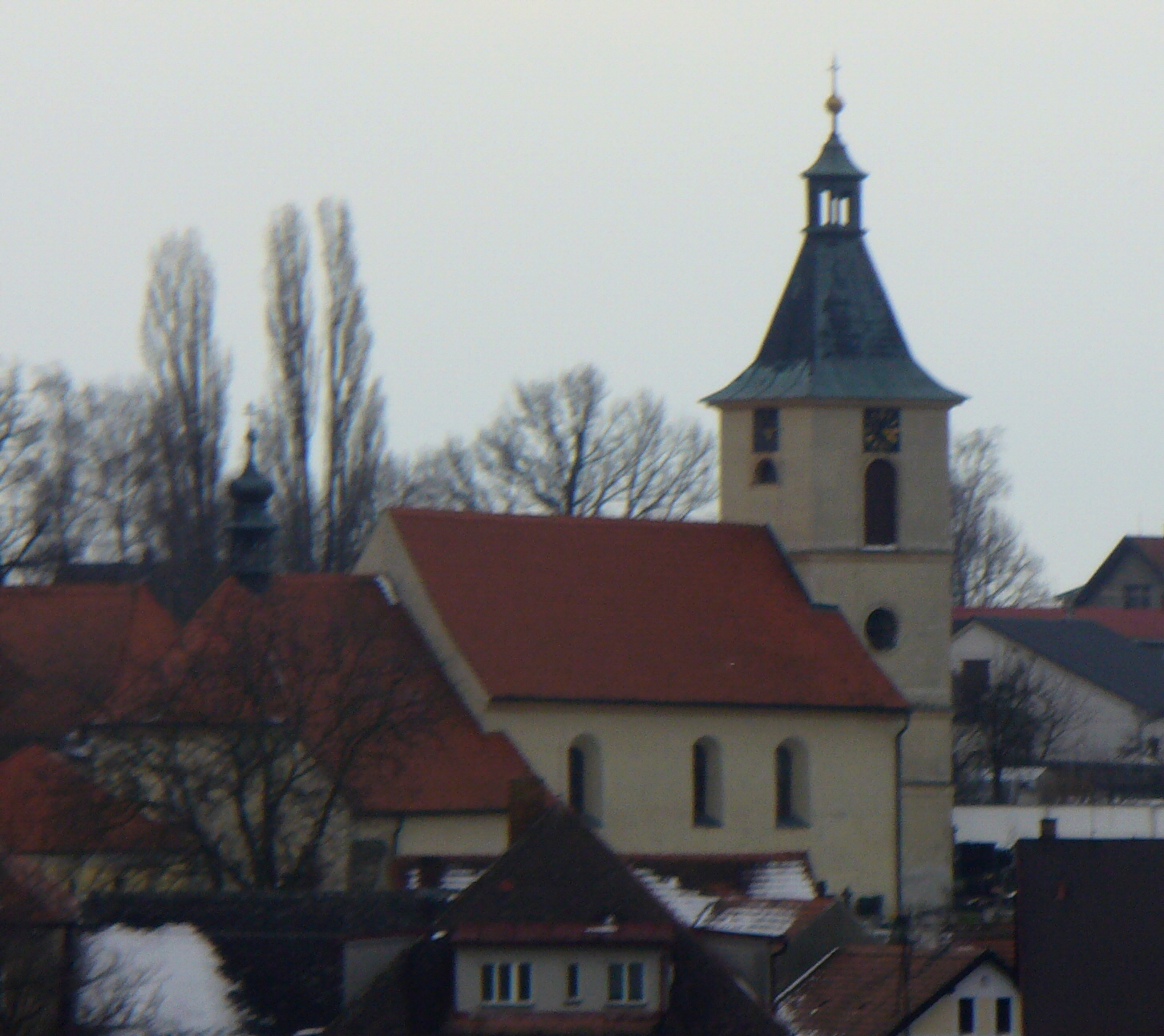
L'église
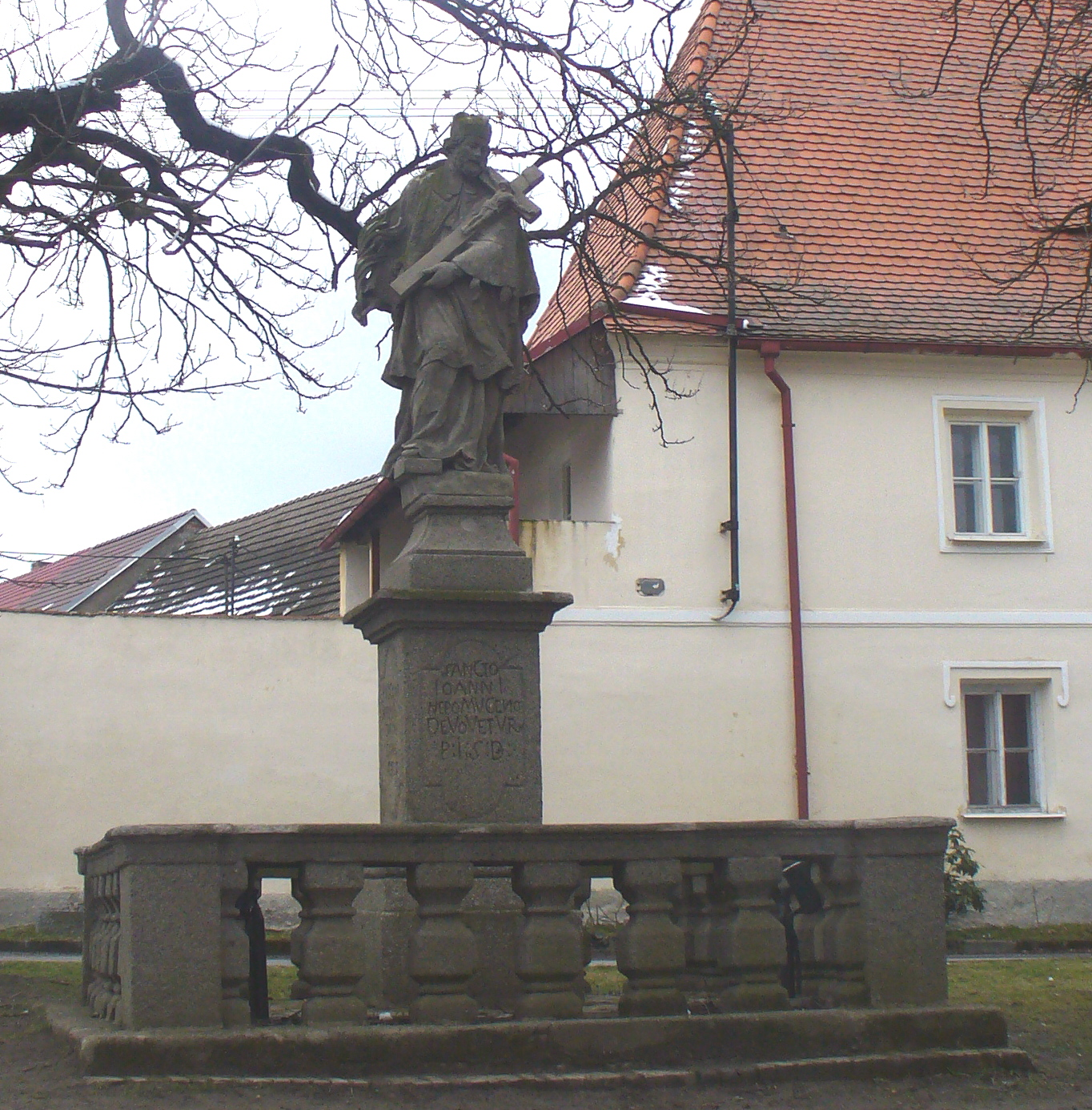
Statue de Saint-Jean Népomucène
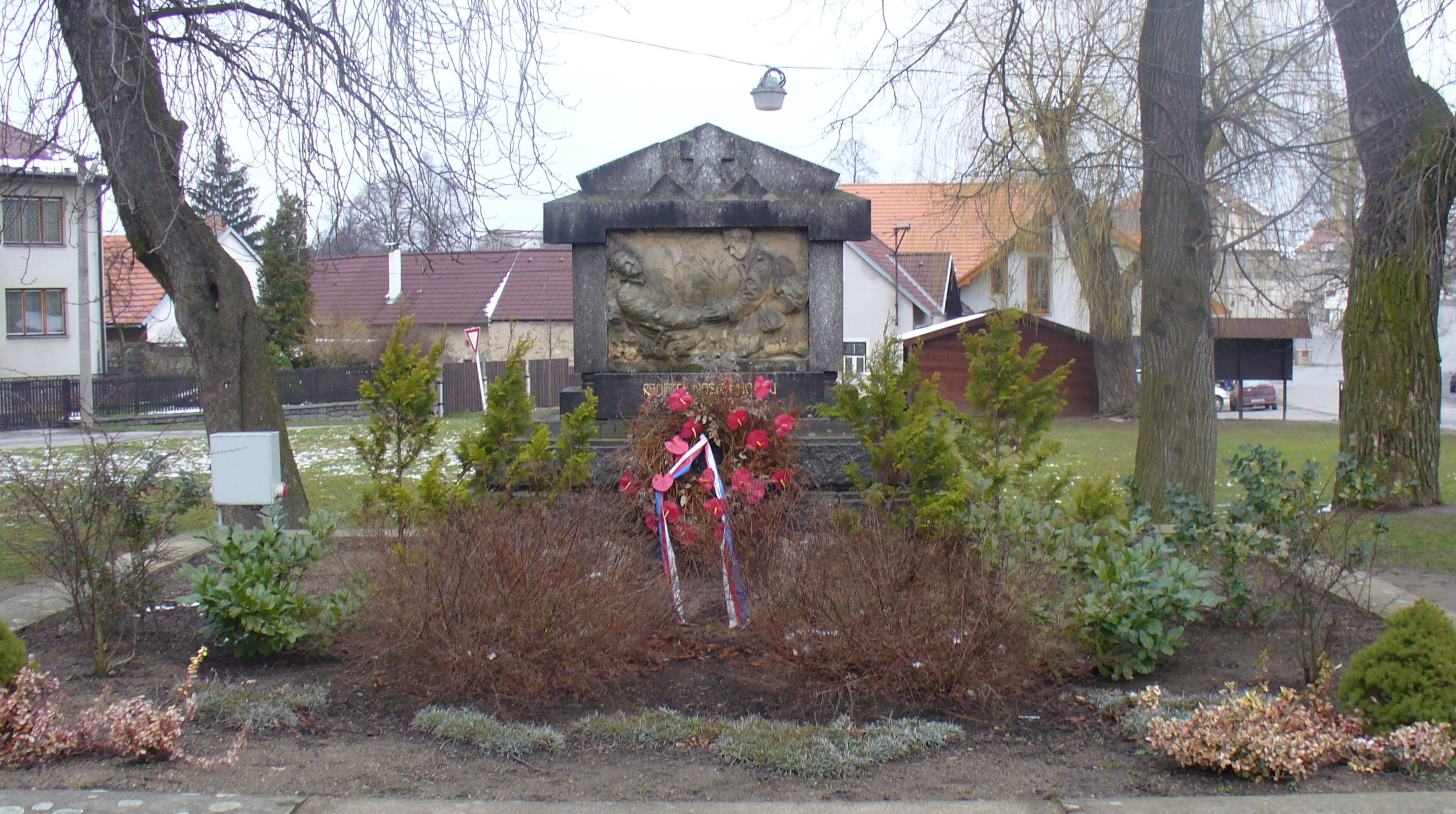
Monument aux morts
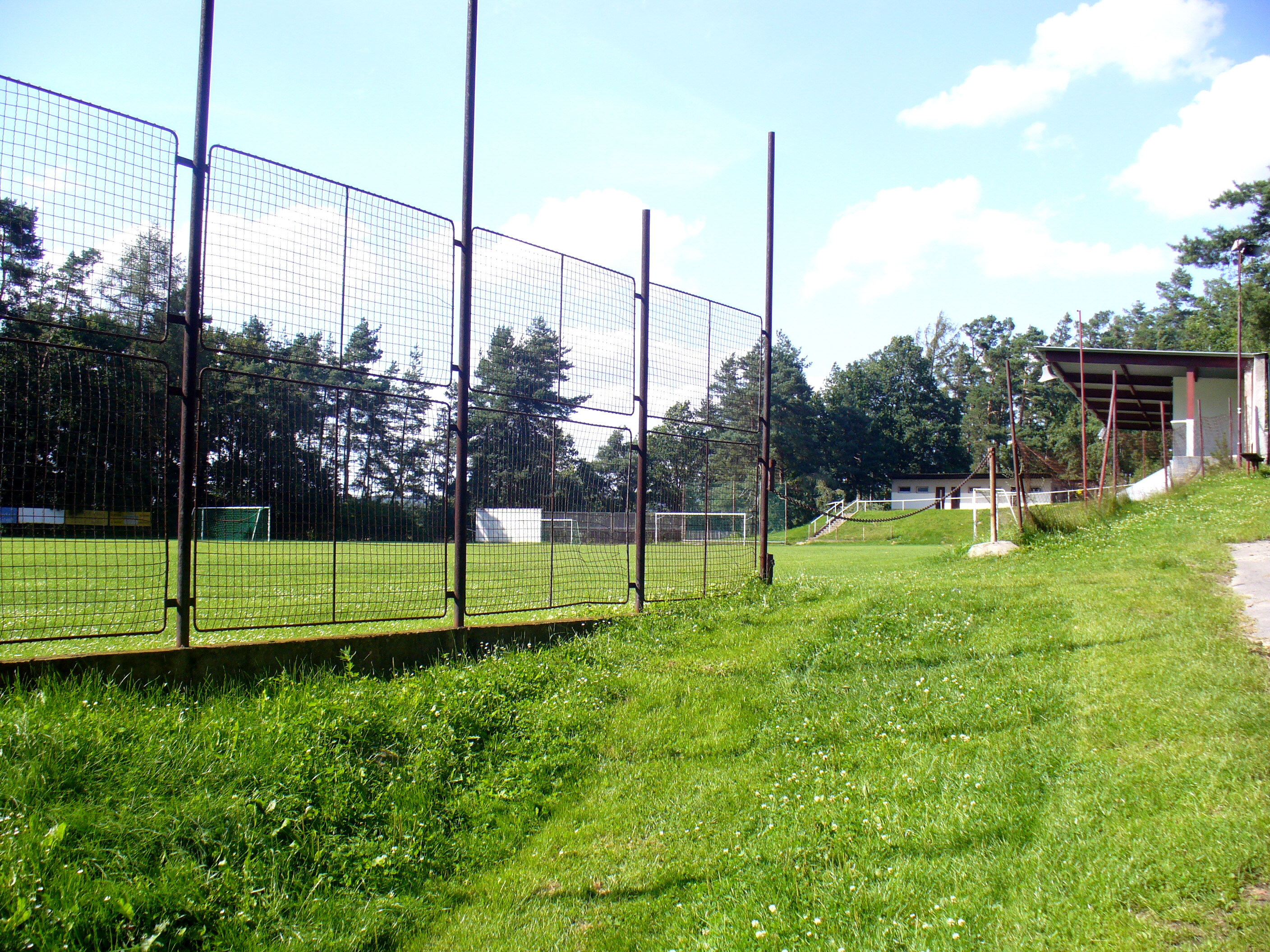
Terrain de football
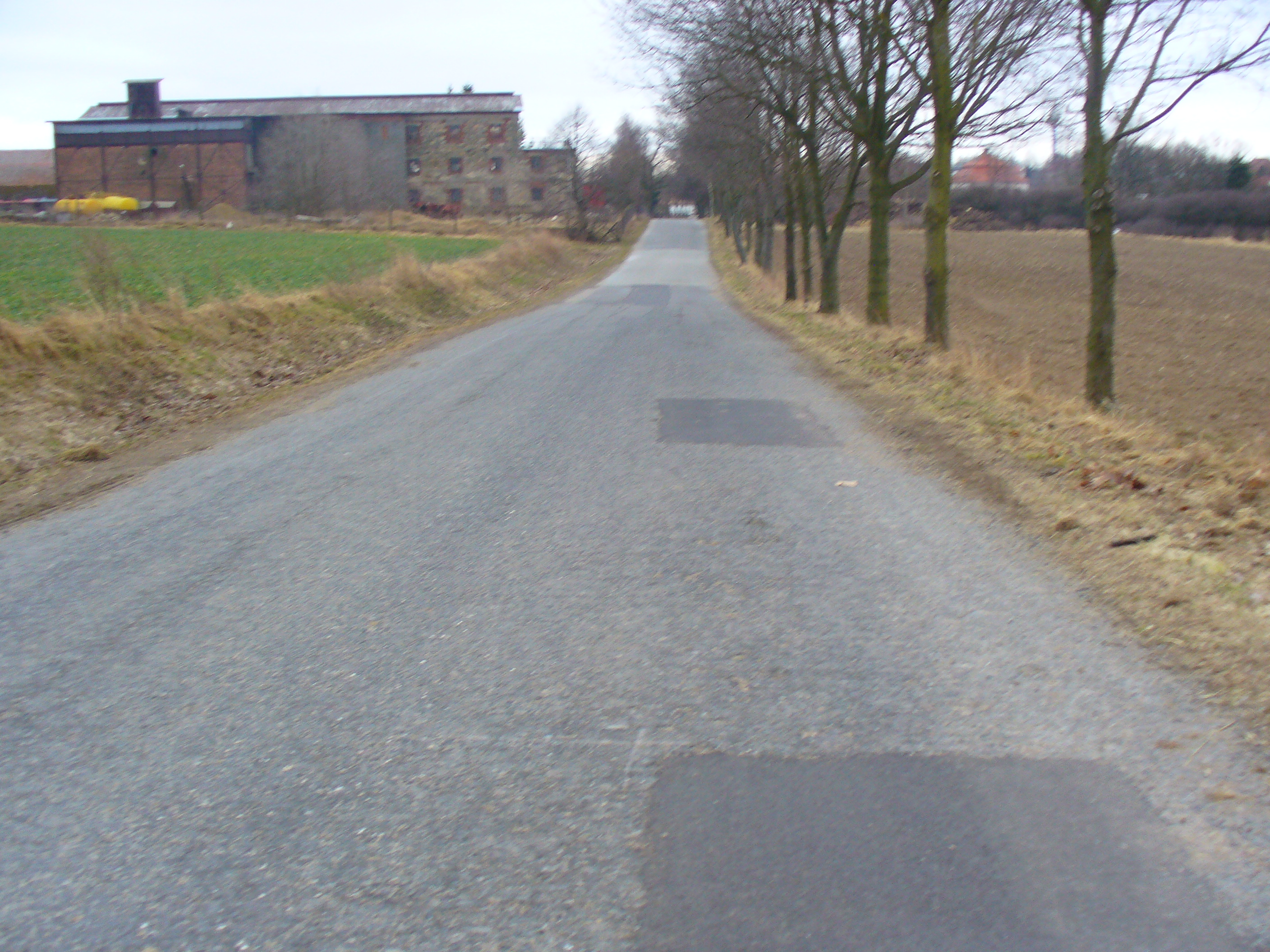
Petite route menant au bourg

## Administration
La commune de Kovářov se compose de 17 quartiers (hameaux) :
- Březí
- Dobrá Voda
- Hostín
- Chrást
- Kotýřina
- Lašovice
- Onen Svět
- Předbořice
- Radvánov
- Řenkov
- Vepice
- Vesec
- Vladyčín
- Zahořany
- Záluží
- Žebrákov

## Jumelages
- Seftigen (Suisse).

## Honneur
L'astéroïde (12010) Kovářov porte son nom.